# الحجلیه، جرابلس
الحجلیه (به عربی: الحجلیة) یک روستا در سوریه است که در ناحیه مرکز جرابلس واقع شده‌است. الحجلیه ۵۷۴ نفر جمعیت دارد.